# ソーセージサンドイッチ
ソーセージ・サンドイッチ (英語: Sausage sandwich) はソーセージを具とするサンドイッチのことである。バゲットやチャバタのような楕円形のロールパンを使う場合があり、ソーセージは丸ごと使うこともあればスライスすることもある。イタリアンソーセージ（辛口のものや、スィートバジルを用いた甘口のもの）、ポーランドのソーセージ、ドイツのソーセージ（クナックヴルスト、ヴァイスヴルスト、ブラートヴルスト、ボックヴルスト）、北アフリカのメルゲーズ、アンドゥイユ、チョリソなどが使われる。人気のトッピングは、マスタード、ブラウンソース、ケチャップ、ステーキソース、胡椒、玉ねぎ、ザワークラウト、チリ、そしてサルサなどである。

## イギリス

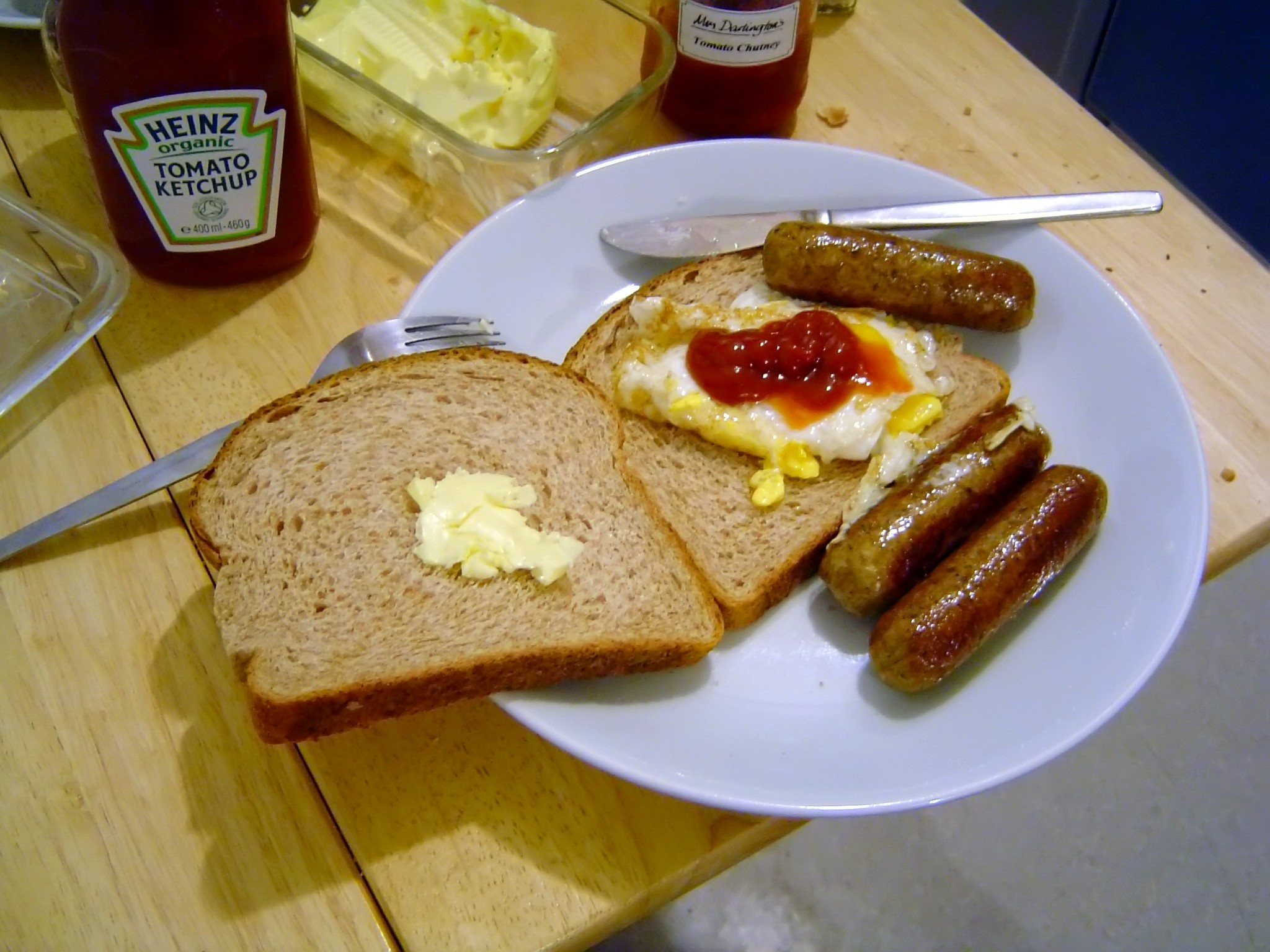
イギリスのソーセージと卵サンドイッチ

イギリスではソーセージサンドイッチ（英語の俗語では「ソーセージサーニー」”sausage sarnie”、「バティ」”butty”、スコットランド英語では「ピースンソーセージ」”piece 'n' sausage”）は特にカフェや道端の屋台で見つけることができる。人気の朝食ではあるが、一日にいつでも買って食べることができる。人気の組み合わせは、ソーセージとベーコン、ソーセージと卵、ソーセージと焼き玉ねぎ、そしてソーセージとトマトなどである。
サンドイッチ用の食パンの代わりに、特にバーベキューではロールパンやホットドッグ用パンが使われることがある。
スコットランドではローンソーセージで代用され、ふつうはモーニングロールか小さなロールパンが使われる。 

## オーストラリアとニュージーランド
オーストラリアとニュージーランドでは学校の祭りや募金活動で頻繁に売られている。ソーセージは屋外のバーベキューグリルで玉ねぎと共に焼き、トマトソースやバーベキューソースを塗った食パン一切れを折り、それに挟んで提供される。
この活動は一般的に「ソーセージシズル」として知られている。祭り、募金活動、市場で行われるほか、近年ではバニングス、ウェアハウス、ハーヴィー・ノーマンのような大手小売業者によって慈善目的で週末毎に開かれるようになった。コミュニティグループによって組織されたソーセージシズルも選挙投票所で一般的であり、そこで売られるものは口語では「民主主義ソーセージ」(democracy sausage) として知られている。
ニューサウスウェールズ州、クイーンズランド州、西オーストラリア州、タスマニア州のようなオーストラリアの大多数の州では、ソーセージシズルでパン一切れにソーセージを挟んで売るものがソーセージサンドイッチと呼ばれている。しかしながら、ビクトリアや南オーストラリアのような他のところでそれらは「ソーセージ・イン・ブレッド」(sausage in bread) として知られており、ソーセージサンドイッチは2枚のパンと刻まれた冷たいソーセージ、トマトソースやチャツネで作られたものを指す。

## 南アフリカ
南アフリカで一般的に知られているのはブルボスロール（boerewors roll）、または口語的には「ボリー」(boerie) である。オセアニアで提供されている種類のサンドイッチと同じようにソーセージはブライ（バーベキュー）グリルで焼かれ、焼き玉ねぎ、トマトケチャップ、バーベキューソース、チャツネ、甘いチリソースと一緒にホットドッグ風パンと共に提供される。

## アメリカ合衆国

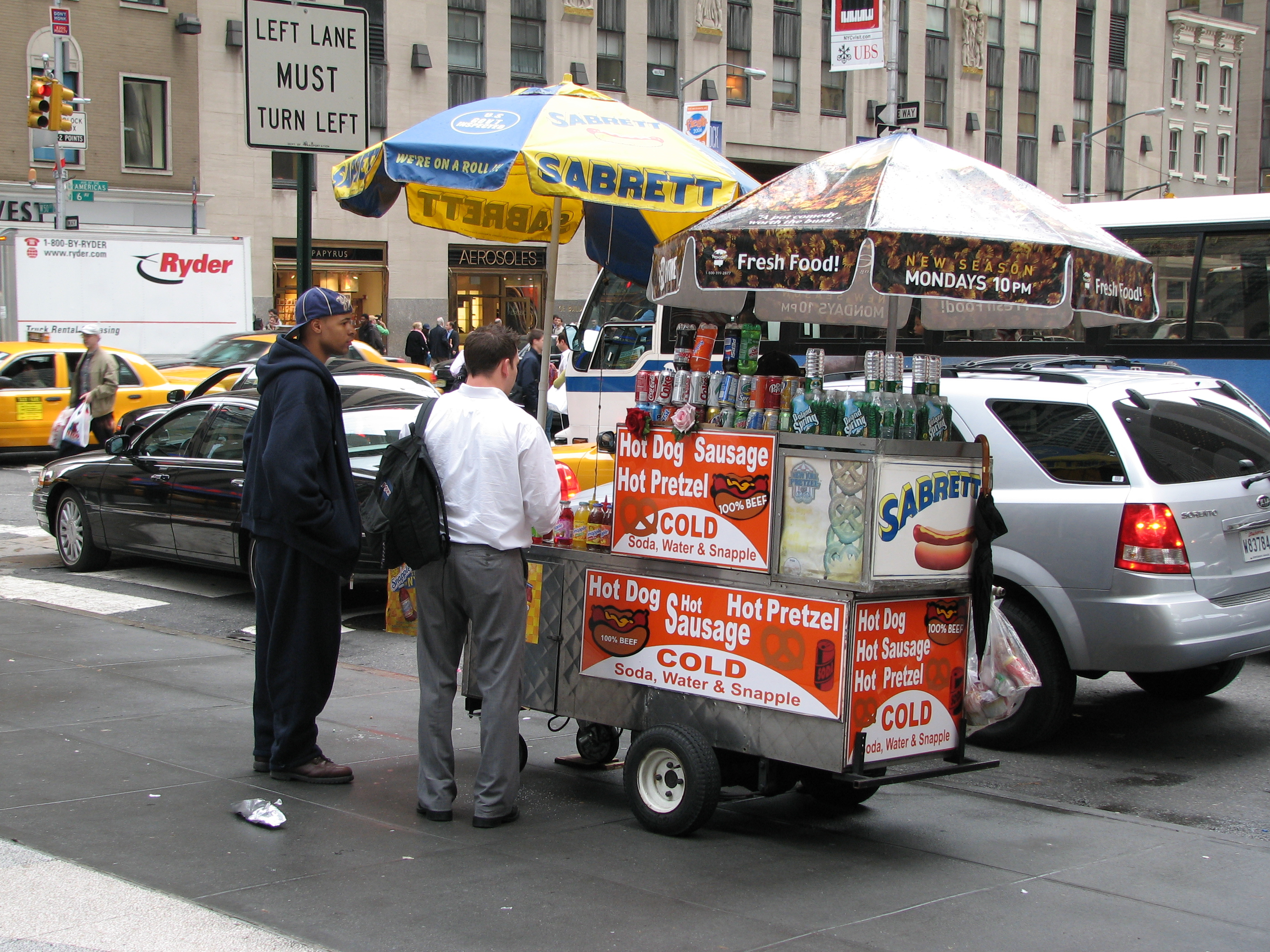
ソーセージを売る商人

アメリカ合衆国では、ソーセージサンドイッチは広く人気がある。口語でホットドッグと呼ばれるタイプのものは特にスポーツのイベントやカーニバル、ビーチやフェアで特に人気がある。大都市ではデリカテッセンや路上の屋台でも売られる。多くのアメリカのホットドッグの販売者は、通常のタイプに加えて、ポーランドやイタリア、メキシコ、ドイツ（ブラートヴルスト）のソーセージを用いたサンドイッチも提供している。トースト、ベーグル、イングリッシュマフィン、ビスケット、カイザーロールを使ったソーセージサンドイッチは、一般的にブレックファストサンドイッチと呼ばれる。 